# (11764) Benbaillaud
(11764) Benbaillaud és un asteroide pertanyent al cinturó d'asteroides, descobert el 24 de setembre de 1960 per Cornelis Johannes van Houten en conjunt a la seva esposa també astrònoma Ingrid van Houten-Groeneveld i l'astrònom Tom Gehrels des de l'Observatori Palomar, Estats Units.
Designat provisionalment com 6531 P-L. Va ser anomenat Benbaillaud en honor de l'astrònom francès Benjamin Baillaud, que va ser director de l'Observatori de Tolosa de Llenguadoc i de l'Observatori de París. Va fundar l'Observatori Pic du Midi i va exercir com a primer president de la Unió Astronòmica Internacional.

Benbaillaud està situat a una distància mitjana del Sol de 2,194 ua, podent allunyar-se'n fins a 2,345 ua i acostar-s'hi fins a 2,044 ua. La seva excentricitat és 0,068 i la inclinació orbital 4,706 graus. Emplea 1187 dies a completar una òrbita al voltant del Sol.

Pel que fa a les característiques físiques, la magnitud absoluta de Benbaillaud és 14,7. Té 3,133 km de diàmetre i té una albedo estimada de 0,26.